# Hermann von Boetticher
 Hermann von Boetticher  (* 13. August 1887 in Eldingen; † ermordet am 28. April 1941 in Pirna, Sachsen) war ein deutscher Schriftsteller und Dramaturg.

## Leben
Hermann von Boetticher war das zweite von sechs Kindern des Eldinger Pastors Johannes von Boetticher (1859–1905) aus der alten Nordhäuser Familie Boetticher und der Katharina von Boetticher, geb. von Zeschwitz (1863–1943). 
Er ging am 14. Mai 1914 an Bord des Passagierschiffes „Vaterland“, die ihre  Jungfernfahrt absolvierte, um in die USA zu reisen, und erreichte New York am 21. Mai. Zu Beginn des Ersten Weltkrieges drei Monate später versuchte er zurückzukehren und bestieg am 24. August in New York das Passagierschiff „Nieuw Amsterdam“ mit Ziel Amsterdam, das aber am 2. September vom französischen Hilfskreuzer „La Savoie“ am Ärmelkanal-Eingang aufgebracht und nach Brest überführt wurde. Als Staatsangehöriger der Mittelmächte im kriegstauglichen Alter wurde er zunächst im Fort von Crozon festgesetzt und 1916 zum Arbeitsdienst nach Île Longue in die Bretagne verbracht. Hier begann er mit der Erstellung seines eigentlichen Erstlingswerkes Jephta. Tragödie, welches er 1919 beendete. 1917 wurde er aus gesundheitlichen Gründen in die Schweiz verlegt und in Genf, Zürich und letztlich in Bern interniert. Nach Ende des Krieges 1918 wurde er Spielleiter und Dramaturg am Berner Stadttheater.
Nach Deutschland kehrte er 1919 zurück und wurde für kurze Zeit Dramaturg am Düsseldorfer Schauspielhaus. Im selben Jahr veröffentlichte er mehrere Werke, u. a. seine Sonette des Zurückgekehrten, die mit neun Lithographien von Max Thalmann ausgestattet in 500 Exemplaren gedruckt wurden. Eine Sonderauflage von 100 Stück dieser Ausgabe wurde auf Zander-Bütten veröffentlicht und bei Otto Dorfner in Weimar in Ganzleder gebunden. Am 21. Januar 1920 wurde der erste Teil seines 1917 erschienenen Hauptwerkes Friedrich der Große, Der Kronprinz, am Staatstheater in Berlin uraufgeführt, der zweite Teil folgte unter dem Titel Der König am 9. Juli 1922 als Uraufführung im Stadttheater Bochum. Ab 1920 lebte er ohne festen Wohnsitz in Berlin, München, Genf und Paris, vorwiegend aber in Florenz. 1924 veröffentlichte er mit der Novelle Das Bild sein letztes Werk.
Im Jahre 1925 wurde er erstmals wegen Schizophrenie in eine psychiatrische Heilanstalt eingewiesen. Am 17. Januar 1934 inszenierten Gustaf Gründgens und Jürgen von Alten im Preußischen Staatstheater in Berlin erstmals Boettichers Hauptwerk Der König (Friedrich der Große, II. Teil) und brachte es auf insgesamt 26 Aufführungen in der Spielzeit bis zum Sommer 1934. Ob Boetticher seinen Erfolg noch wahrnahm, ist nicht bekannt, denn er erkrankte in den 1930er Jahren an Schizophrenie. 

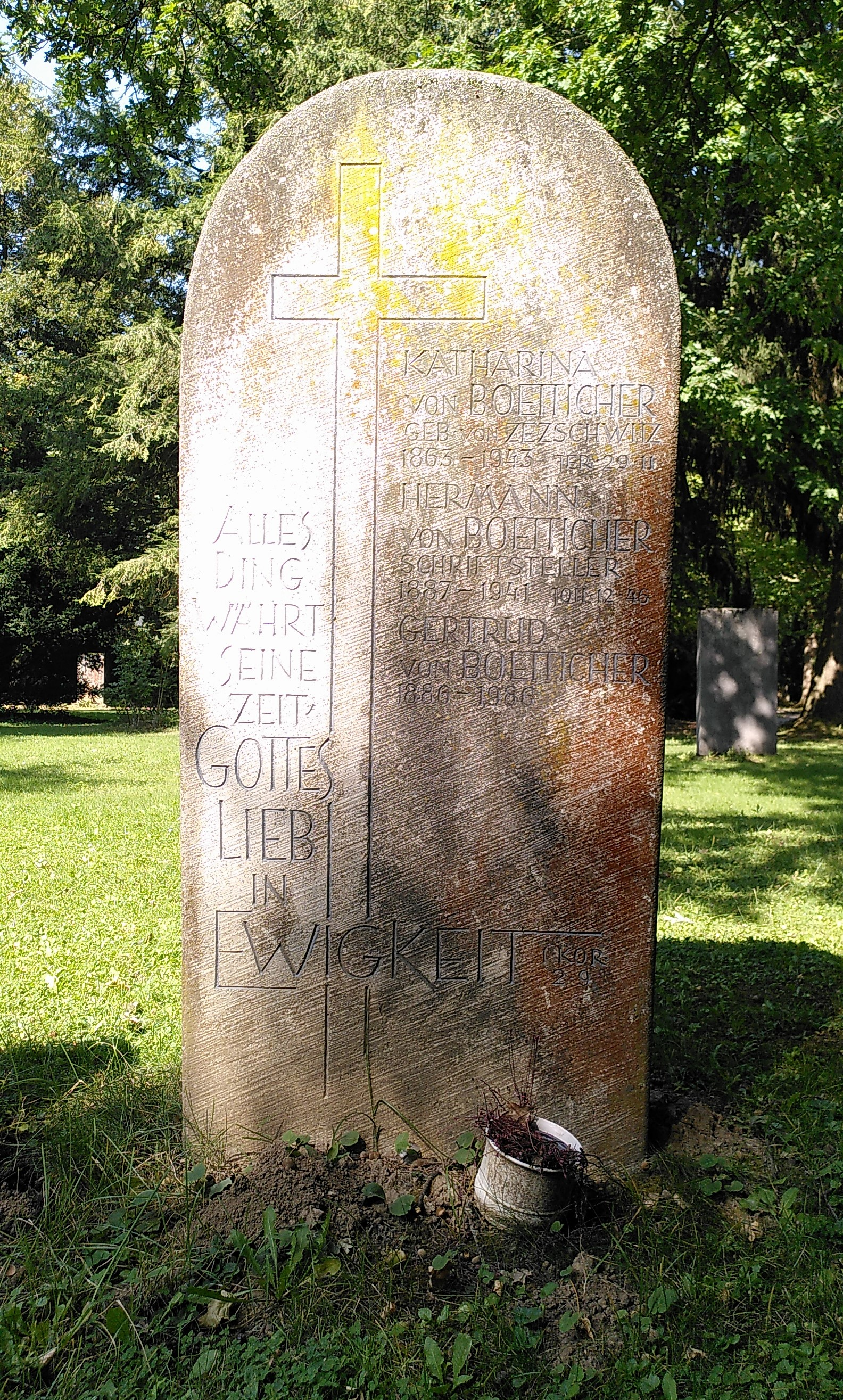
Grabmal für Hermann von Boetticher auf dem Stadtfriedhof Göttingen (2024)

Die letzten Jahre seines Lebens verbrachte er in der Heil- und Pflegeanstalt Hildesheim. Mit einem Sammeltransport wurde er am 14. März 1941 in die sächsische Heil- und Pflegeanstalt Waldheim verlegt und von dort weiter am 28. April in eine „unbekannte Anstalt“. Da alle Transporte ab dem 28. Juni 1940 in die Tötungsanstalt Pirna-Sonnenstein gingen, ist anzunehmen, dass er an diesem Tag dort ermordet wurde. 1941 erhielt seine Mutter Asche mit dem Vermerk zugestellt, er sei am 8. Mai 1941 in der Nervenheilanstalt Sonnenstein in Sachsen an „Hirnschlag“ verstorben. Der Verdacht liegt daher nahe, dass er Opfer der Krankenmorde im Rahmen der Nationalsozialistischen Rassenhygiene (Aktion T4, Eugenik) geworden ist und in der Tötungsanstalt Pirna-Sonnenstein vergast wurde. Sein Grabstein befindet sich auf dem Alten Stadtfriedhof Göttingen.

## Rezension
Der renommierte Theaterkritiker Julius Bab war über Boetticher voll des Lobes. Er schrieb 1920: „In diesem jungen Menschen ist soviel gespannte Kraft, ein so glückliches Gleichmaß von sinnlicher Empfänglichkeit und maßgebendem Geist – so viele Bereitschaft für jedes Große, daß wir nichts brauchen als ein wenig Gunst des Glücks, um in Hermann von Boetticher endlich einmal einen deutschen Dichter großen, reinen Stils begrüßen zu können.“.

## Werke
- Friedrich der Große. Ein Schauspiel in zwei Teilen. Fischer, Berlin 1917.
- Jephta. Tragödie. Fischer, Berlin 1918.
- Die Liebe Gottes. Ein ernstes Spiel. Fischer, Berlin 1919.
- Sonette des Zurückgekehrten. Bruno Wollbrück Verlag, Weimar 1919.
- Erlebnisse aus Freiheit und Gefangenschaft. Fischer, Berlin 1919.
- Das Bild. Novelle. Fischer, Berlin 1924.
- Thomasio. Ohne Angabe von Verlag und Jahr.